# Козак Роман Петрович
Роман Петрович Козак (липень 1948, Німеччина — 13 жовтня 1948, Лас-Вегас) — український письменник, журналіст. Писав англійською мовою.

## З біографії
Народився в липні 1948 р. у таборі для переміщених осіб (ДП) в Німеччині. У жовтні 1949 в 15-місячному віці разом з батьками Петром і Анною емігрував з Німеччини до США.
Освіту здобув у Філадельфії. Спеціалізувався на рок-музиці.
Працював журналістом у «Daily American» у Римі, співробітником і редактором журналів «The Music Paper», «Old Manhattan News», «Rock Photo».
Помер 13 жовтня 1988 р. у Лас-Вегасі. Похований у Філадельфії.

### Творчість
Автор «This Ain't No Disco» («Це не дискотека»).